# Jana Horvat
Jana Horvat, slovenska arheologinja, * 1. maj 1959, Ljubljana.
Horvatova je leta 1984 diplomirala na oddelku za arheologjijo ljubljanske Filozofske fakultete in prav tam 1994 tudi doktorirala. Leta 1986 se je zaposlila na Inštitutu za arheologijo ZRC SAZU, kjer je bila dolgo časa predstojnica.
Horvatova raziskuje predvsem obdobje romanizacije slovenskega ozemlja, posebej orožje, keramiko in poselitev. 1. junija 2023 je bila izvoljena za izredno članico SAZU. 2024 je prejela Zlati znak ZRC SAZU.